# روز بیهقی

روز اول آبان ماه در تقویم ایران به نام تاریخ‌نگار و نویسنده ایرانی ابوالفضل محمد بن حسین بیهقی نامگذاری شده‌است و هر سال در این روز همایش بین‌المللی در زادگاه وی در حارث‌آباد شهرستان سبزوار از سوی دانشگاه حکیم سبزواری برگزار می‌شود. شورای عالی انقلاب فرهنگی ایران از سال ۱۴۰۰ روز اول آبان ماه را روز ابوالفضل بیهقی اعلام نمود.